# 1607
1607 (MDCVII) byl rok, který dle gregoriánského kalendáře započal pondělím.

## Události
- 13. ledna krach Janovské banky po vyhlášení státního bankrotu ve Španělsku
- 20. ledna povodeň, způsobená přílivovou vlnou (tsunami) z Bristolského kanálu, udeřila na pobřeží Západní Anglie a Jižního Walesu – zanechala za sebou 2 000 mrtvých a tisíce bezdomovců
- 24. ledna falcký kurfiřt Fridrich IV. (otec českého krále Fridricha Falckého) udělil osadě Mannheim poté, co zde zahájil výstavbu pevnosti Friedrichsburg 17. března 1606, městská práva
- 24. února premiéra opery Orfeus Claudia Monteverdiho ve vévodském paláci v Mantově
- 25. dubna nizozemské loďstvo porazilo španělské námořní síly u Gibraltaru
- 9. května prodal Jan Rudolf Trčka z Lípy panství Kumburk (hrad) s městem Jičínem panu Zikmundu II. Smiřickému ze Smiřic za 84 000 kop grošů českých
- 13. května Angličané založili v Severní Americe první stálou kolonii Virginii s hlavním městem Jamestownem
- 19. května byla založena protestantská univerzita v německém Gießenu
- 11. června městečko Žďár povýšeno Františkem kardinálem z Ditrichštejna na město
- 23. září po 43 dnech obléhání bylo hlavní město opavského vévodství Opava, středisko reformace ve Slezsku, dobyto vojsky císařského generála Jiřího Basty (Geisbergerův pluk)
- Havana se stala hlavním městem španělské kolonie Kuba
- poprvé zazněla anglická hymna God Save the King
- protektorem knížectví Andorra se vedle biskupa ze Seu d'Urgell stal po hrabatech z Foix francouzský král
- V Bratislavě založeno Evangelické lyceum
- Johannes Kepler pozoroval Halleyovu kometu
- Italský jezuita Matteo Ricci vydal katechismus v čínštině, nazvaný Pravý význam Pána nebes
- Dithmar Blefken vydal popis Islandu, nazvaný Islandia
- Vydán protestantský církevní řád pro Norsko, reformované roku 1537 společně s Dánskem, k němuž patřilo
- Učenec Latinus Tancredus v Neapoli údajně vyrobil první umělý led na světě
- Bartoloměj Paprocký z Hlohol vydal knihu Rozmlouvání kolátora s farářem
- Vavřinec Benedikt z Nudožer vydal školní řád, ve kterém zdůrazňoval názornost a systematičnost výuky, spojení teorie s praxí a důležitost žákovské četby
- V Záhřebu založili jezuité gymnázium s knihovnou (dnešní Národní a univerzitní knihovna v Záhřebu)
- Otevřen slavný pařížský most Pont Neuf, na němž působili pouliční knihkupci
- Julio Caesar, nemanželský syn císaře Rudolfa II. a Kateřiny Stradové, se v Českém Krumlově seznámil s Markétou, dcerou lazebníka Zikmunda a Lucie Pichlerových, kterou 18. února 1608 brutálně zavraždil
- Rytíř Václav Budovec z Budova a rytíř Kryštof Harant z Polžic a Bezdružic byli povýšeni do panského stavu (dva ze tří pánů, popravených mezi 27 vůdci stavovského povstání na Staroměstském náměstí v roce 1621)
- Kníže Karel I. z Lichtenštejna upadl v nemilost císaře Rudolfa II. a odešel od dvora na své Moravské statky; za Ferdinanda II. se stal správcem Čech a předsedal tribunálu, který odsoudil 27 vůdců stavovského odboje k smrti
- Jan Sarkander získal nižší kněžské svěcení
- Filip Lang z Langenfelsu, komoří Rudolfa II. (známý z komedie Císařův pekař a Pekařův císař), byl uvězněn kvůli finančním machinacím
- Slezský kníže Karel II. Minsterberský nechal pro svého švagra, císařského hofmistra Adama z Valdštejna, pořídit jako reprezentativní dar faksimile česky psané Pulkavovy kroniky (dnes v Národním archivu v Praze)
- Adrian de Vries vytvořil slavnou bustu císaře Rudolfa II.
- William Shakespeare napsal drama Antonius a Kleopatra; jeho dcera Susanna se provdala za lékaře Johna Halla

### Probíhající události
- 1568–1648 – Nizozemská revoluce
- 1568–1648 – Osmdesátiletá válka
- 1600–1611 – Polsko-švédská válka

## Narození

### Česko
- 13. července – Václav Hollar z Práchně, malíř a rytec († 25. března 1677)
- 28. července – Oldřich František Libštejnský z Kolovrat, šlechtic († 3. ledna 1650)
- neznámé datum
  - Václav František Kocmánek, český spisovatel († 1679)
  - Jiří Konstanc, český kněz, spisovatel, pedagog a misionář († 24. března 1673)
  - Dionysio Miseroni, český glyptik a brusič kamenů († 29. června 1661)

### Svět
- Madeleine de Scudéry (* 15. listopadu)

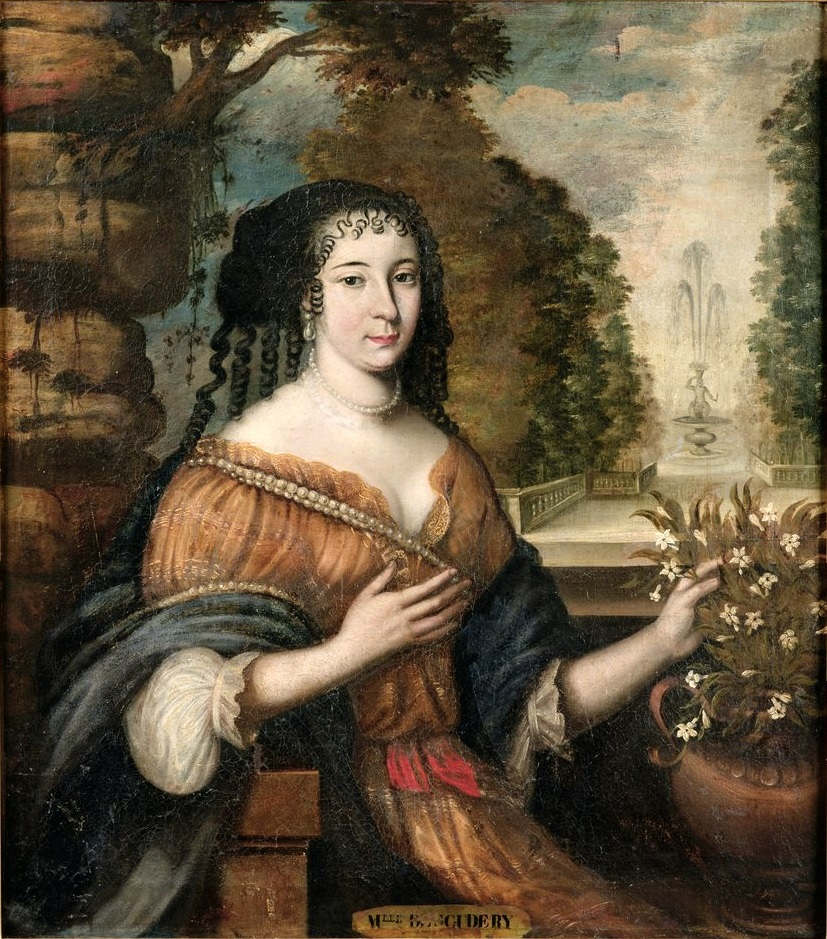
Madeleine de Scudéry (* 15. listopadu)

- 12. března – Paul Gerhardt, německý barokní básník († 27. května 1676)
- 24. března – Michiel de Ruyter, nizozemský admirál, účastník námořních bojů mezi Angličany a Nizozemci. († 29. dubna 1676)
- 01. dubna – Marie Eleonora Braniborská, braniborská princezna a falcká lankraběnka († 18. února 1675)
- 16. dubna – Mikuláš Jindřich, vévoda Orleánský, syn francouzského krále Jindřicha IV. († 17. listopadu 1611)
- 26. dubna – Magdalena Kateřina Falcko-Zweibrückenská, německá šlechtična († 20. ledna 1648)
- 05. srpna – Antonio Barberini, italský katolický kardinál a arcibiskup v Remeši († 3. srpna 1671)
- 24. srpna – Šebastián z Rostocku, polský římskokatolický duchovní († 9. července 1671)
- 15. září – Karel Španělský, španělský infant († 30. července 1632)
- 01. listopadu – Georg Phillipp Harsdörffer, německý jazykovědec, básník a překladatel († 16. září 1658)
- 05. listopadu – Anna Maria van Schurmanová, nizozemská malířka, grafička a básnířka († 4. května 1678)
- 15. listopadu – Madeleine de Scudéry, francouzská spisovatelka († 2. června 1701)
- 26. listopadu – John Harvard, donátor Harvardovy univerzity († 14. září 1638)
- neznámé datum
  - Ču Jou-sung, první císař dynastie Jižní Ming, který v letech 1644–1645 vládl z Nankingu Střední a Jižní Číně († 1646)
  - David Schedlich, česko-německý hudební skladatel 17. století († 11. listopadu 1687)
  - Frans Francken III., vlámský barokní malíř († 1667)
  - Fabrizio Savelli, italský vojevůdce a velitel papežských vojsk († 26. února 1659)
  - Akile Hatun, manželka osmanského sultána Osmana II. († ?)
  - Ermeni Süleyman Paša, osmanský velkovezír († 28. února 1687)

## Úmrtí
Česko
- 28. května – Jiří Popel z Lobkovic, nejvyšší hofmistr Českého království (* 1551)
- 27. července – Melchior Pyrnesius z Pyrnu, římskokatolický kněz a světící biskup olomoucké diecéze (* 25. ledna 1526)
- 27. října – Pavel Litoměřický z Jizbice, renesanční humanistický spisovatel (* 16. srpna 1581)
- neznámé datum
  - Johannes Werner Garten, jezuitský teolog a čtvrtý rektor Jezuitské koleje v Olomouci (* 1549)
  - Sinaj Löw ben Becalel, rabín a přední osobnost pražské, mikulovské a kolínské židovské obce (* 1509)
  - Václav Nekeš z Landeka, moravský politik, majitel panství Lukov
  - Ferdinand Hoffmann z Grünbühlu, prezident dvorské komory, dvořan, osobní přítel Rudolfa II., strýc Viléma a Petra Voka z Rožmberka

Svět

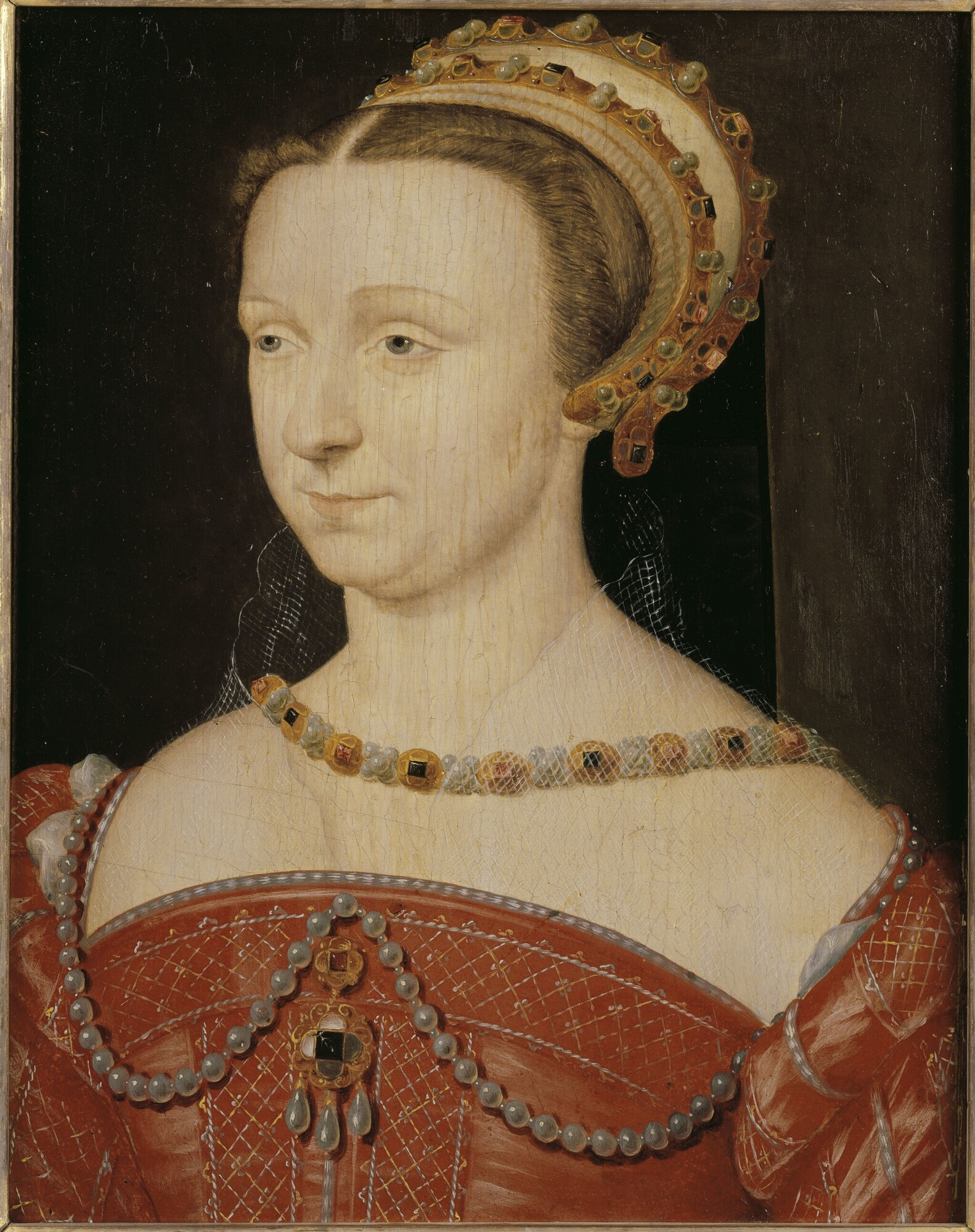
Anna d'Este († 17. května)

- 04. ledna – Gillis van Conixloo, vlámský malíř krajin (* 24. ledna 1544)
- 19. ledna – Anna Morganová, baronka Hunsdonová, anglická dvorní dáma (* 1529)
- 11. března – Giovanni Maria Nanino, italský hudební skladatel (* 1544)
- 06. dubna – Jan Saenredam, holandský rytec, kartograf a malíř (* 1565)
- 09. dubna – Eleonora Pruská, pruská princezna, braniborská kurfiřtka (* 21. srpna 1583)
- 11. dubna – Bento de Góis, portugalský misionář a cestovatel (* ? 1562)
- 11. května – Michele Ruggieri, italský jezuita amisionář v Číně, spoluautor portugalsko-čínského slovníku a jeden ze zakladatelů evropské sinologie (* 1543)
- 17. května – Anna d'Este, vlivná francouzská princezna (* 16. listopadu 1531)
- 28. června – Domenico Fontana, italský architekt, malíř a sochař (* 1543)
- 30. června – Caesar Baronius, italský kardinál, představený Kongregace oratoriánů sv. Filipa Neri, zakladatel moderní katolické církevní historiografie (* 1538)
- 17. srpna – Anselmo Marzato, italský kardinál (* 1543)
- 21. srpna – Cesare Speciano, italský římskokatolický duchovní (* 1. září 1539)
- 22. září – Alessandro Allori, italský manýristický malíř (* 31. května 1535)
- 17. října – Balthasar Kademann, německý luterský teolog a duchovní, působící mimo jiné i v České Kamenici (* 1533)
- 08. listopadu – Alžběta Anhaltsko-Zerbstská, anhaltská princezna a braniborská kurfiřtka (* 15. září 1563)
- neznámé datum
  - leden – Johan Mathesius mladší, německý lékař a spisovatel (* 25. srpna 1544)

## Hlavy států
- Anglie – Jakub I. Stuart (1603–1625)
- Francie – Jindřich IV. (1589–1610)
- Habsburská monarchie – Rudolf II. (1576–1612)
- Osmanská říše – Ahmed I. (1603–1617)
- Polsko-litevská unie – Zikmund III. Vasa (1587–1632)
- Rusko – Vasilij IV. (1606–1610)
- Španělsko – Filip III. (1598–1621)
- Švédsko – Karel IX. (1599–1611)
- Papež – Pavel V. (1605–1621)
- Perská říše – Abbás I. Veliký
- Japonsko – Tokugawa Hidetada